# What Else Is There?
"What Else Is There?" er en single udgivet af den norske musikduo Röyksopp udgivet i 2005 fra albummet The Understanding.
På nummeret optræder vokalist Karin Dreijer som er frontman i Fever Ray og The Knife